# آندونابه
آندونابه (به لاتین: Andonabe) یک منطقهٔ مسکونی در ماداگاسکار است که در مننجری واقع شده‌است. آندونابه ۱۲٬۰۰۰ نفر جمعیت دارد و ۷۵ متر بالاتر از سطح دریا واقع شده‌است.